# Odontanthias
Odontanthias là một chi cá biển thuộc phân họ Anthiadinae trong họ Cá mú. Chi này được lập ra vào năm 1873 bởi Pieter Bleeker.

## Từ nguyên
Tên chi được ghép từ odóntos (ὀδόντος, sở hữu cách của ὀδούς, nghĩa là “răng”) và Anthias (một chi khác trong phân họ Anthiadinae), hàm ý so sánh với Anthias nhưng Odontanthias có các mảng gồm những chiếc răng dạng lông mao (villiform teeth) trên lưỡi, xương lá mía và vòm miệng.

## Các loài
Có 16 loài được công nhận trong chi này tính đến hiện tại:
- Odontanthias borbonius (Valenciennes, 1828)
- Odontanthias caudicinctus (Heemstra & Randall, 1986)
- Odontanthias cauoh Carvalho-Filho, Rocha & Nunes, 2016[4]
- Odontanthias chrysostictus (Günther, 1872)
- Odontanthias dorsomaculatus Katayama & Yamamoto, 1986
- Odontanthias elizabethae Fowler, 1923
- Odontanthias flagris Yoshino & Araga, 1975
- Odontanthias fuscipinnis (Jenkins, 1901)
- Odontanthias katayamai (Randall, Maugé & Plessis, 1979)
- Odontanthias perumali (Talwar, 1976)[5]
- Odontanthias randalli White, 2011[6]
- Odontanthias rhodopeplus (Günther, 1872)
- Odontanthias tapui (Randall, Maugé & Plessis, 1979)
- Odontanthias unimaculatus (Tanaka, 1917)
- Odontanthias wassi Randall & Heemstra, 2006[7]
- Odontanthias xanthomaculatus Fourmanoir & Rivaton, 1979[8] (O. grahami là đồng nghĩa của O. xanthomaculatus)

## Hình thái chung
Ngoài đặc điểm như đã đề cập ở mục Từ nguyên, rìa sau nắp mang của Odontanthias có răng cưa to cứng với một gai dẹt nổi rõ hoặc phình ra ở góc.
Số gai ở vây lưng: 10; Số tia ở vây lưng: 12–19; Số gai ở vây hậu môn: 3; Số tia ở vây hậu môn: 7–8; Số gai ở vây bụng: 1; Số tia ở vây bụng: 5; Số tia ở vây ngực: 15–19.

## Phân bố
Tất cả các loài Odontanthias đều có phân bố ở khu vực Ấn Độ Dương-Thái Bình Dương. O. hensleyi, được cho là loài đầu tiên của chi được tìm thấy ở Đại Tây Dương, đã được chuyển sang chi Anthias.